# Alina Litvinenko
Alina Litvinenko, née 17 décembre 1995 à Bichkek, est une footballeuse internationale kirghize. Elle évolue au poste d'attaquant.

## Biographie
Le 27 avril 2009, lors de son deuxième match international, elle marque un triplé contre la Palestine dans le cadre des qualifications pour la Coupe d'Asie 2010 (victoire 4-1). À l'âge de 13 ans et 131 jours, elle devient la plus jeune buteuse de l'histoire du football international,.